# Hans Pfeiffer (Fußballspieler)
Hans „Hennes“ Pfeiffer (* 15. Februar 1937) ist ein ehemaliger deutscher Fußballspieler.
Drei Jahre lang spielte Hans Pfeiffer beim 1. FC Köln. Seine Trainer Hennes Weisweiler (1956–1958) und Péter Szabó (1958–1959) setzten ihn 63 Mal ein. Dabei erzielte er 24 Tore. 1956 wurde er einmal in die Deutsche B-Nationalmannschaft berufen. 1959 verließ er die Kölner. In der Spielzeit 1959/60 ging er zu Bayer 04 Leverkusen. Danach wechselte er nach in die Niederlande zum Sportclub Enschede, wo er bis 1962 spielte. 1963 folgte der Wechsel zu Go Ahead Eagles Deventer. Er beendete seine sportliche Profilaufbahn 1966 mit der Geburt seines Sohnes Jürgen Pfeiffer und spielte danach bei den TSV Weiß Amateuren, wo er in der Altherrenmannschaft auf 1050 Spiele kam.

## Vereine
- 1956–1959 1. FC Köln
- 1959–1960 Bayer 04 Leverkusen
- 1960–1962 Sportclub Enschede
- 1963–1966 Go Ahead Eagles Deventer

## Statistik
- 1 B-Länderspiel für Deutschland

- Oberliga West
120 Spiele; 28 Tore

- Endrunde um die Deutsche Meisterschaft
6 Spiele; 3 Tore

- Westpokal
9 Spiele; 2 Tore